# Angkalanthus
Angkalanthus là một chi thực vật thuộc họ Acanthaceae. Chi này có các loài sau (tuy nhiên danh sách này có thể chưa đủ):
- Angkalanthus oligophylla, Balf.f.